# Joan Miró
Joan Miró i Ferrà (Barcelona, 20 de abril de 1893-Palma de Mallorca, 25 de diciembre de 1983) fue un pintor, escultor, grabador y ceramista español. En sus obras reflejó su interés por el subconsciente de lo «infantil» y en la cultura y tradiciones de Cataluña. Aunque se le asocia al arte abstracto por su estilo maduro de formas estilizadas e imaginarias, en su juventud se inició en la figuración, con fuertes influencias fauvistas, cubistas y expresionistas, pasando a una pintura plana con cierto aire naïf, como lo es su conocido cuadro La Masía del año 1920. A partir de su estancia en París, su obra se vuelve más fantasiosa y onírica, coincidiendo con los puntos del surrealismo e incorporándose a este movimiento. En numerosas entrevistas y escritos que datan de la década de 1930, Miró manifestó su deseo de abandonar los métodos convencionales de pintura, en sus propias palabras de "matarlos, asesinarlos o violarlos", para poder favorecer una forma de expresión que fuese contemporánea, y no querer doblegarse a sus exigencias y a su estética ni siquiera con sus compromisos hacia los surrealistas.
Uno de sus grandes proyectos fue la creación en 1975 de la Fundación Joan Miró, ubicada en Barcelona, centro cultural y artístico para difundir las nuevas tendencias del arte contemporáneo, que se constituyó con un gran fondo de obras donadas por el autor. Otros lugares con importantes fondos de sus obras son: la Fundación Pilar i Joan Miró, en Palma de Mallorca; el Museo Reina Sofía y el Espacio Miró en Madrid; el Centro Pompidou, en París; el MoMA, en Nueva York y la Fundación Mas Miró, en Montroig, donde pasó la mayoría de sus veranos.

## Biografía

### Familia

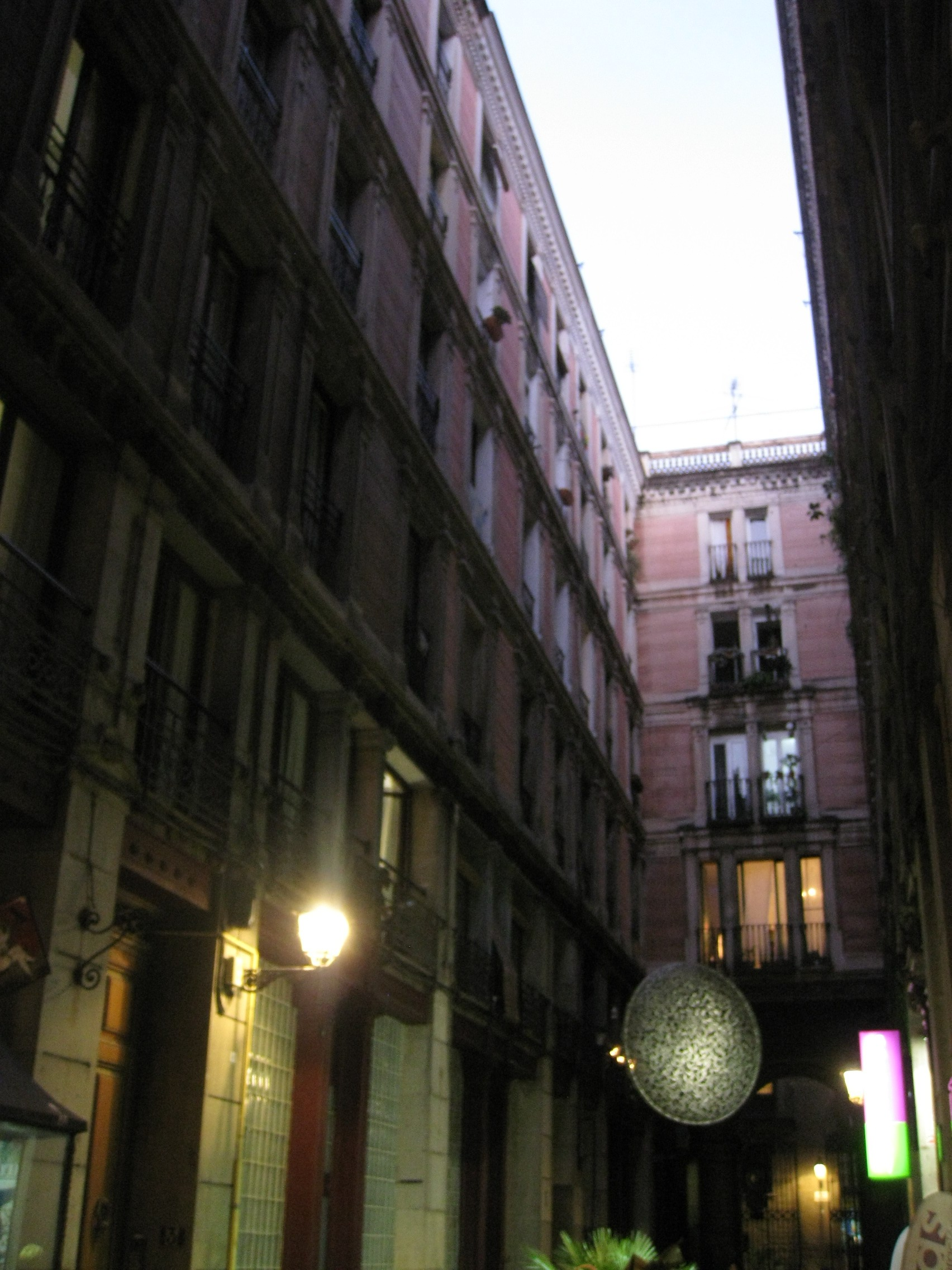
El Pasaje del Crédito en Barcelona, lugar de nacimiento de Joan Miró.

Su padre fue Miquel Miró i Adzeries, hijo de un herrero de Cornudella. Se trasladó a Barcelona donde montó un taller de orfebrería y relojería en un pasaje cerca de la Plaza Real de Barcelona. Allí conoció a Dolors Ferrà y Oromí, hija de un ebanista mallorquín; se casaron y establecieron su residencia en el mismo pasaje de Crédito donde nacieron sus hijos Dolors y el futuro artista Joan Miró.
Miró se casó con Pilar Juncosa en Palma de Mallorca el 12 de octubre de 1929, y se instalaron en París, en un apartamento con suficiente espacio para vivienda y taller del artista; el 17 de julio de 1931, la pareja tuvo a su única hija, Dolors. Al quedar libre del contrato con su marchante Pierre Loeb, Miró decidió volver con la familia a Barcelona, realizando estancias intermitentes en Mallorca y en Montroig. Se encontraba en esta última población cuando estalló la guerra civil española de 1936. En noviembre tenía prevista una exposición en París, y una vez allí y en vista de las circunstancias adversas provocadas por la guerra, decidió quedarse cuando consiguió la llegada de su esposa Pilar y de su hija. En vísperas de la Segunda Guerra Mundial el ambiente en París era cada vez más tenso. Pasaron alguna temporada en una casa ofrecida por su amigo el arquitecto George Nelson en Varengeville-sur-Mer en la costa de Normandía; se encontró bien en la zona, pues le acercaba más a la naturaleza tal y como estaba acostumbrado en Mallorca o en Montroig, y terminó alquilando una casa. En la primavera de 1940, los amigos habían ido desapareciendo de Varengeville, y junto con Pilar decidió volver a Cataluña. Después de una pequeña temporada, la familia se trasladó a Mallorca, donde, según Miró, allí no era nada más que «el marido de la Pilar». En el año 1942 retornó a Barcelona.

### Estudios

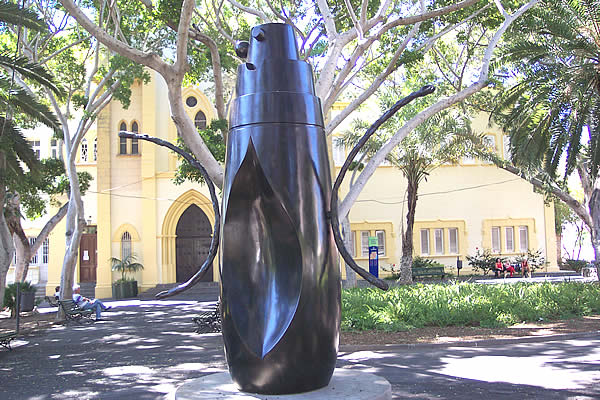
Mujer botella situada en el Parque Cultural Viera y Clavijo de Santa Cruz de Tenerife. El 28 de enero de 2002 es declarada Bien de Interés Cultural con la categoría de Bien Mueble.

Estudió Comercio, según deseo de su padre, para tener una preparación y conseguir ser “alguien en la vida”. Ante el deseo de Joan de matricularse en la escuela de la Lonja para dibujar y al tener la posibilidad de las clases nocturnas, su padre aceptó la petición como un pasatiempo del muchacho. En la Lonja, se vio influenciado por dos maestros, Modest Urgell y Josep Pascó. Los dibujos datados del año 1907 que se guardan en la Fundación Miró son una buena prueba de esta influencia clara de Modest Urgell; otros dibujos, de poco antes del fallecimiento de Miró, realizados con una simple pero firme línea horizontal y la inscripción: "en recuerdo de Modest Urgell" resumen el gran cariño que guardó siempre para su maestro. De las clases recibidas por Josep Pascó, profesor de artes decorativas, quedan también unos dibujos de aire modernista del año 1909 como diseño de unos broches representando un pavo real y una serpiente. De este profesor aprendió la simplicidad de expresión y las tendencias artísticas del momento.
Con diecisiete años acabó sus estudios de comercio y entró a trabajar durante dos años como empleado en una droguería, hasta que una enfermedad le obligó a retirarse a una casa familiar en el pueblo de Montroig. Cuando regresó a Barcelona, ya tenía la firme resolución de ser pintor, y aunque con reticencias, también contaba con el permiso paterno; ingresó en la Academia de arte dirigida por Francesc d'Assís Galí, donde conoció las últimas tendencias artísticas europeas a la que acudió hasta su cierre en 1915. Mientras también asistía a clases de dibujo del natural, en el Círculo Artístico de Sant Lluc, donde hizo amistad con Josep Francesc Ràfols, Sebastià Gasch, Enric Cristòfor Ricart y Josep Llorens i Artigas, formando con todos ellos el grupo artístico Agrupación Courbet cuya fundación hizo pública el 28 de febrero de 1918 en La Publicitat.

### Premios y reconocimientos
- 1954 Gran Premio de Grabado de la Bienal de Venecia
- 1959 Gran Cruz de la Orden Civil de Alfonso X el Sabio
- 1959 Gran Premio de la Fundación Guggenheim.
- 1962 Nombrado Chevalier de la Legión de Honor en Francia.
- 1966 Premio Carnegie de pintura.
- 1968 Nombrado doctor honoris causa por la Universidad de Harvard.
- 1977 Recibe la Medalla «Al Mérito en el Trabajo», en su categoría de Oro[7]
- 1978 Se le concede la Gran Cruz de la Orden de Isabel la Católica.[8]
- 1978 recibió la Medalla de Oro de la Generalidad de Cataluña, siendo el primer catalán en recibir tal distinción.
- 1979 Nombrado doctor honoris causa por la Universidad de Barcelona.
- 1980 recibió, de manos del rey Juan Carlos I de España, la Medalla de Oro de las Bellas Artes.
- 1983 Nombrado doctor honoris causa por la Universidad de Murcia.

## Primeras exposiciones

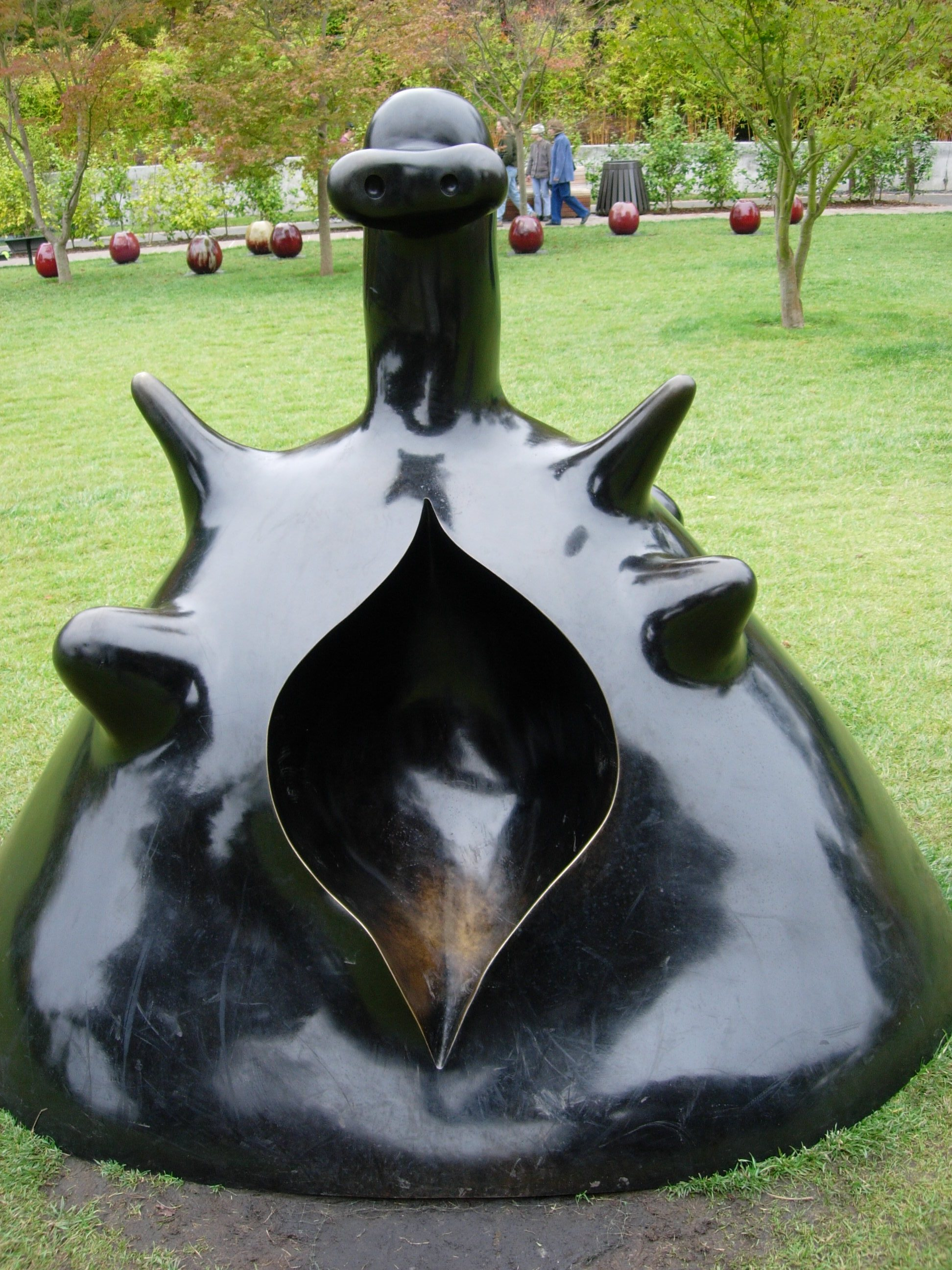
Gran maternidad, escultura en bronce situada en San Francisco.

La primera exposición individual de Joan Miró se realizó en las Galerías Dalmau de Barcelona entre el 16 de febrero y el 3 de marzo de 1918. Miró presentó sesenta y cuatro obras entre paisajes, naturalezas muertas y retratos. Estas primeras pinturas tienen una clara influencia de las tendencias francesas, sobre todo del postimpresionismo, del fovismo y del cubismo. En las pinturas Ciurana, el pueblo (1917) y Ciurana, la iglesia (1917) se aproxima a las tonalidades más típicas de Van Gogh y a los paisajes de Cézanne, reforzados con una pincelada oscura. Uno de los cuadros que llama más la atención es el titulado Nord-Sud, como la revista francesa que en su primer número (1917), Pierre Reverdy escribía sobre el cubismo. En este cuadro, Miró mezcla técnicas de Cézanne con el uso de rótulos dentro de la pintura, como en las obras cubistas de Juan Gris o Pablo Picasso. En los retratos (por ejemplo el Retrato de V. Nubiola), muestra la fusión del cubismo con el agresivo color fauve. En esta misma primavera expuso en el Círculo Artístico de Sant Lluc junto con los miembros de la Agrupació Coubert.
Como era su costumbre y continuaría haciendo durante años, Miró pasó ese verano en Montroig, donde abandonó los colores empleados hasta entonces y las formas duras por las más minuciosas, según explicó en una carta dirigida a su amigo Ricart fechada el 16 de julio de 1918:

Nada de simplificaciones ni abstracciones. Por ahora lo que me interesa más es la caligrafía de un árbol o de un tejado, hoja por hoja, ramita por ramita, hierba por hierba, teja por teja. Esto no quiere decir que estos paisajes al final acaben siendo cubistas o rabiosamente sintéticos. En fin, ya veremos. Lo que si me propongo es trabajar mucho tiempo en las telas y dejarlas lo más acabadas posible, así es que al final de temporada y después de haber trabajado mucho si aparezco con pocas telas; no pasa nada. Durante el invierno siguiente continuarán los señores críticos diciendo que persisto en mi desorientación.

 De esta manera se observa en los paisajes pintados durante este tiempo un arquetipo por medio de un vocabulario nuevo de iconografías y de signos meticulosamente seleccionados y organizados siendo el agente estructurador el dibujo. En Viñas y olivos de Montroig se ven las raíces dibujadas debajo de la tierra completamente individualizadas para conseguir la conexión física con la tierra.
El primer viaje a París lo realizó en marzo de 1920 y después de pasar nuevamente el verano en Montroig, regresó para establecerse en París donde conoció al escultor Pablo Gargallo que tenía un taller en la calle Blomet, que solo usaba durante los meses de verano, y llegó a un acuerdo con él para utilizarlo solo en la temporada de invierno. Las gestiones hechas por el galerista Dalmau le proporcionaron una exposición individual en la Galerie La Licorne que se inauguró el 29 de abril de 1921; a pesar de no obtener ninguna venta, la crítica fue favorable. En la comunidad artística que se agrupaba en Montparnasse, conoció a André Masson, vecino de la calle Blomet y con quien coincidía en las reuniones de Max Jacob. Otro asiduo de este grupo era Pablo Picasso que le compró el Autorretrato de 1919 y más adelante la Bailarina española de 1921.

### La masía

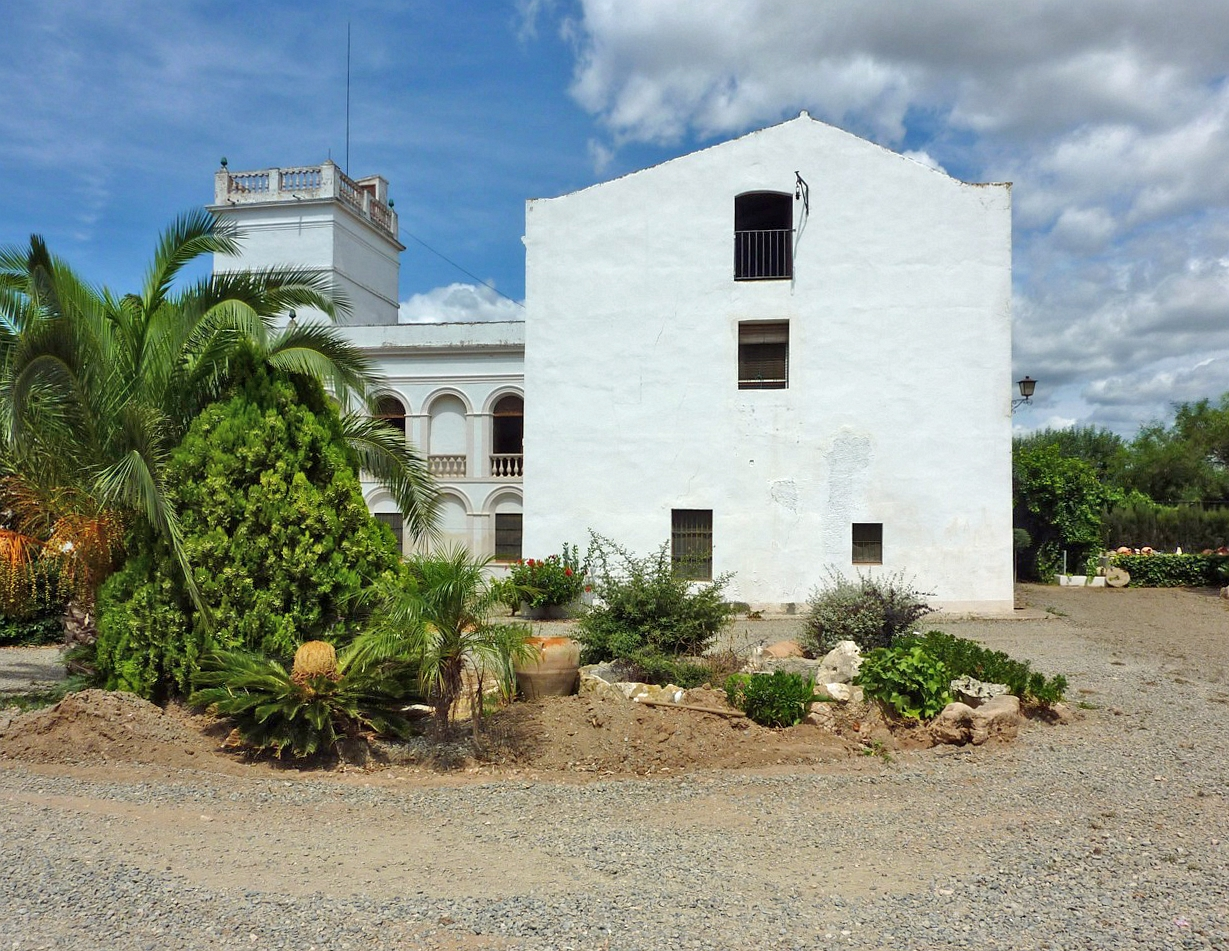
Vista del Mas Miró desde donde se pintó la obra.

Durante los años 1921 y 1922 realizó La masía, que es la obra culminante de esta época «detallista». Trabajó en ella durante nueve meses de dura elaboración; la relación mítica mantenida por Miró con la tierra se resume en este cuadro, que representa la granja de su familia en Montroig; el grafismo de carácter ingenuo y realista de todos los objetos, los animales son los domésticos, los vegetales los que el hombre trabaja y los objetos todos de uso diario y necesarios para el hombre. Estudia todos sus detalles al mínimo, es lo que se llama la caligrafía mironiana, punto de partida para los siguientes años de su contacto con el surrealismo
Terminada esta pintura en París, por necesidad económica, inició un recorrido entre marchantes para poder venderla. Rosenberg, que se ocupaba de las pinturas de Picasso, accedió a tenerla en depósito y al cabo del tiempo y ante la insistencia de Miró, le sugirió seriamente el dividir la tela en trozos pequeños para su más fácil venta. Miró, enojado, recogió la tela y se la llevó a su taller. Se hizo cargo de la pintura, entonces, Jacques Viot de la galería Pierre, que después de unos tratos, se la vendió al escritor Ernest Hemingway, por cinco mil francos. Actualmente se conserva en la National Gallery de Washington.

## Surrealismo

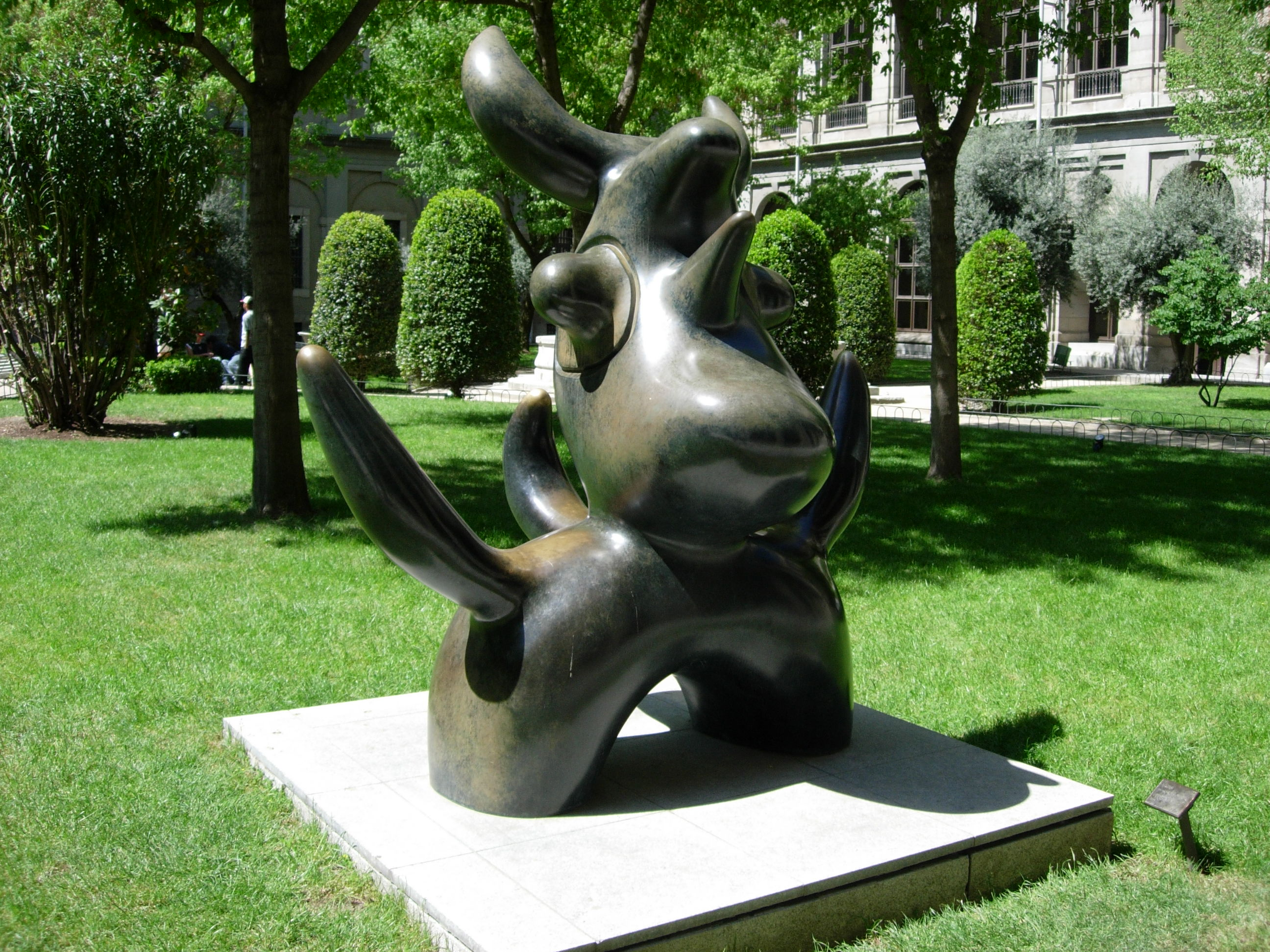
Pájaro lunar en Madrid (1966).

Instalado en el taller de Pablo Gargallo en París, tuvo contacto con artistas provenientes del movimiento Dadá, que fundaron en 1924, con el poeta André Breton al frente, el grupo del surrealismo.
A Miró le sirvió principalmente para abandonar su época detallista y sintetizar los motivos ya apuntados en esa etapa. Es, en el potencial que le ofrecía el surrealismo, en lo inconsciente y lo onírico, donde encontró el perfecto material para sus futuras obras. Así se aprecia en Tierra labrada, con clara alusión a La masía, pero con elementos surrealistas como el ojo y una oreja junto al árbol de la pintura. En Cabeza de fumador, la influencia se ve en la síntesis empleada para la descripción del personaje.
Realizó una exposición en la Galería Pierre del 12 al 27 de junio de 1925, con la presentación de 16 pinturas y 15 dibujos. Todos los representantes del grupo surrealista firmaron la invitación a la exposición. La inauguración se realizó a media noche, cosa nada frecuente en aquella época, mientras en el exterior, contratada por su amigo Picasso tocaban los compases de una sardana una orquesta de músicos; los visitantes, tenían que entrar a la sala, por turnos, completamente llena. Las ventas fueron tan buenas como la crítica.
En 1926, Joan Miró colaboró con Max Ernst en diseños para los Ballets Rusos de Sergei Diaghilev, en la obra Romeo y Julieta. El 4 de mayo de 1926, se representó por primera vez en Montecarlo y el 18 de mayo en el teatro Sarah Bernhardt de París. Se sabía que estaba en los ánimos de los surrealistas y comunistas, alterar el estreno del "burgués" Diaghilev y los "traidores" Ernst y Miró, y así fue, al empezar la función, entre silbatos, se lanzó una lluvia de folletos de color rojo con un texto de protesta, firmado por Louis Aragon y André Breton. Sin embargo, al cabo de poco tiempo, la revista La Révolution Surréaliste, que editaba Breton, siguió con la reproducción de obras de los dos artistas.

### Interiores holandeses
En 1927 realizó por primera vez una ilustración para el libro Gertrudis de J.V. Foix. Se trasladó a vivir a otro estudio más grande de la calle Tourlaque, donde encontró a viejos amigos Max Ernst, Paul Éluard y conoció a Pierre Bonnard, René Magritte y Jean Arp. Experimentó con ellos el juego del cadáver exquisito. En 1928 viajó a Bélgica y a los Países Bajos, visitando los más importantes museos de ambos países, entre los que destaca una visita al Rijksmuseum. Los pintores neerlandeses, como Vermeer y los maestros del siglo XVII, causaron un gran impacto en el artista, que compró postales coloreadas de estas pinturas reproducidas a partir de la colección del Rijksmuseum, y a su regreso a París se dedicó a la creación de una serie conocida como Interiores holandeses compuesta por un total de tres pinturas. Realizó numerosos dibujos para la consecución de la primera pintura Interior holandés I, inspirada en El tocador de laúd de Hendrick Martensz Sorgh; en Interior holandés II, es de la obra Niños enseñando a bailar a un gato del pintor Jan Havicksz Steen. Interior holandés III, inspirada en otra obra del mismo autor, Mujer joven en el baño. En esta serie, Miró transformó, la pintura de sus sueños surrealistas, con el espacio vacío en los cuales imperaban los grafismos, a la recuperación de la composición en perspectiva y las formas analizadas.

#### Interior holandés I
La pintura se inspira en la obra del siglo XVII El tocador de laúd de Hendrick Martensz Sorgh que representa a un intérprete de laúd en un interior doméstico. La obra de Sorgh, de colores brillantes y planos, se alejaban del modelo naturalista y la perspectiva de la pintura de género neerlandesa del siglo XVII.
Interior Holandés I incluye los elementos presentes en la obra de Martensz Sorgh: el laúd, el intérprete, el mantel, los marcos de la pared, los elementos de detrás de la ventana, un perro, un gato, la mujer joven, una cesta de fruta, etcétera. También se mantiene la posición básica de los objetos en la pintura.
Sin embargo, las formas son claramente mironianas, con una desproporción acentuada respecto de la obra original, que reflejan la importancia relativa de los elementos en la composición, en lugar de las proporciones físicas. El laúd y el intérprete ocupan la mayor parte del espacio, mientras que la joven se reduce a un detalle fundido en el agua: es parte del paisaje, como los objetos inanimados.
Centrando la atención en la figura del intérprete, se observa que Miró reduce sus rasgos faciales a un rostro distendido y rojo en el centro, con un bigote desplazado hacia la derecha, su cuerpo se va disolviendo hasta que el laúd realmente lo sustituye, y todo lo que queda de la figura del joven es un pequeño pie que sobresale por la parte inferior del instrumento. Un personaje desproporcionado que expresa una especie de excitación física con una fuerza capaz de romper las cuerdas del instrumento. En este momento Miró pretende atacar la anatomía humana desde la perspectiva de los términos clásicos, desde la visión ideal de una forma armónica, para abordar su proyecto personal de desarmarla. Miró usa un humorismo gráfico trágico, sacrílego y herético que con un genio quijotesco transforma con su pincel la obra de Sorgh.
Los colores también son tonos inspirados en la tela original, aunque la intensidad del color es mironiana. Por tanto, el gradiente de color gris verdoso de la pared de la obra de Sorgh se convierte en un verde manzana en la obra de Miró, la luz de color marrón y los tonos ocres del laúd se transforman en un color naranja oscuro. Aplica la pintura directamente con el tubo; no los mezcla en la paleta, y tampoco los mezcla en el lienzo. Los verdes, blancos, naranjas, rojos y amarillos son colores muy puros. La obra es un ejemplo de la facilidad de trazo de Miró. Los perfiles de todas las figuras son muy precisos, pintadas con un pincel muy fino, su mano es constante y fuerte en los trazos perimetrales de los personajes.

#### Interior holandés II
La pintura se inspira en la obra Niños enseñando a bailar a un gato de Jan Havicksz Steen. En esta obra, el artista vuelve a utilizar la técnica y la filosofía de la obra original. Miró conserva los elementos como la guitarra, el perro y el hombre que mira por la ventana. El verdadero tema de la pintura de Steen no era el gato, sino el sonido, el movimiento y la hilaridad que provoca la clase de baile. Miró aprovecha de esta anomalía en su versión: a pesar de que el gato sirve como eje de la composición centrífuga, pone el acento en la cacofonía y la animación de la lección a través del movimiento giratorio de la gran diversidad de detalles y el ritmo de los puntos y contrapuntos de la danza. La escena es animada, se ve el rostro sonriente de los niños, reforzando la sonrisa grotesca del personaje de la izquierda de la obra de Steen. La figura central de la chica destaca con un perfil que emula su pose llenando con el color azul de su falda toda la superficie de la versión mironiana. Los perros y gatos toman la mayor parte del espacio, mientras que los objetos inanimados se reducen a sus detalles. El personaje inquietante de Steen que observa la escena preocupado desde la ventana se transforma en la versión de Miró en un par de ojos rojos, continuando una larga cola que envuelve la escena y donde su final es un aguijón. Como ya pasaba con Interior holandés I, la fuerza de los colores es intensa y transforma la obra de Steen con diversas variaciones del marrón, que sirve para destacar la ropa de color azul que viste la niña. Las manchas de naranja de Steen (calcetines, gorras) se encuentran en color rojo oscuro en la obra de Miró. La pintura está expuesta en el Museo Guggenheim de Venecia.

#### Interior holandés III
Si las dos primeras obras de la serie fueron pintadas a partir de tarjetas postales de museos y son fácilmente identificables, no es el caso de la tercera pintura de la serie, que no puede ser claramente vinculada a una única pintura. Una de las propuestas de identificación se ha conseguido teniendo en cuenta los elementos de esta obra coincidentes con Joven en el baño, de Jan Steen. El movimiento de la cara inclinada y cubierta con una manta, los calcetines de color naranja, el movimiento del brazo que acaba en un pie descalzo, un perro blanco y negro en la pared derecha, los dos zapatos marrones hacia abajo, la importancia de la silla marrón con la ropa de color púrpura, y los elementos de la capa en la capa de color amarillo, blanco y pálido, descubren la influencia de la obra original, aunque es más difícil de detectar el paralelismo. Otra interpretación de esta pintura tan compleja es que está inspirada en varias obras de Steen, sobre todo El corral de aves (1660), más aspectos compositivos y elementos de Joven mujer en el baño (1659), Mujer enferma de amor (1660), Mujer enferma y un doctor (c. 1660) y Mujer en el tocador (c. 1661-1665). La pintura se conserva en el Museo de Arte Moderno de Nueva York.
Muy similar a estos interiores holandeses fue la siguiente serie de Retratos imaginarios, también con el punto de partida de unos retratos ya realizados: Retrato de la señora Mills en 1750 de un cuadro con el mismo título de Georges Engleheart, Retrato de una dama en 1820 de John Constable, La fornarina de Rafael Sanzio y el cuarto el origen fue un anuncio en un periódico de un motor super diésel, que consiguió hacer una metamorfosis hasta conseguir una figura femenina a la que tituló La reina Luisa de Prusia. Miró se servía de la imagen no para hacer una interpretación de una obra ya realizada, sino como punto de partida para analizar la forma pura hasta conseguir su figura mironiana. El proceso se puede seguir de cada pintura, a través de los dibujos preparatorios que se guardan, unos en la Fundación Miró de Barcelona y otros en el Museo de Arte Moderno de Nueva York

## Ruptura con el surrealismo y "asesinato" de la pintura
Entre los años 1928 y 1930, las diferencias dentro del grupo de los surrealistas cada vez se hacen más evidentes, no solo en la plástica, también ocurría en la parte política. Miró, cada vez más individualista, se fue distanciando más, a pesar de aceptar los principios de la estética surrealista; no se sintió obligado a ir frecuentemente a participar en todas las manifestaciones. El 11 de marzo de 1929, en una reunión al Bar du Château, Breton ya adherido al partido comunista, el tema de discusión fue el destino de León Trotski; este tema quedó al margen y las discusiones llegaron a clarificar las posiciones. Entre los que se manifestaron en contra de una acción completamente común basado en un programa de Breton, se encontraban Miró, Michel Leiris, Georges Bataille y André Masson entre otros. Miró solo quería defenderse y luchar con la pintura. Entre Marx que abogaba por «transformar el mundo» por medio de la política o el «cambiar la vida» de Rimbaud por medio de la poesía, Miró escogió lo segundo. Fue entonces cuando Georges Hugnet explicó que Miró solo puede defenderse con las armas propias de él, la pintura:

Sí, Miró ha querido asesinar la pintura, la ha asesinado con medios plásticos, mediante una plástica que es una de las más expresivas de nuestro tiempo. La ha asesinado, quizá, porque no quería doblegarse a sus exigencias, a su estética, a un programa demasiado estrecho para dar vía libre a sus aspiraciones y a su sed.

A partir de aquí Miró dibujó y se dedicó intensamente a otra alternativa, el collage, que no realizó como habían hecho los cubistas recortando el papel con cuidado y encajándolo en el soporte, sino que sus formas son sin precisión y después de enganchadas en el soporte deja los bordes al aire y los enlaza con un grafismo; su búsqueda no es inútil, le abre las puertas a las esculturas que realizará a partir de 1930.
En 1930 expuso en la galería Pierre esculturas-objetos y seguidamente la primera exposición individual en Nueva York con pinturas de los años 1926-1929. Realizó sus primeras litografías para el libro L’Arbre des voyageurs de Tristan Tzara. En el verano de 1930 empezó su serie llamada Construcciones, consecuencia de los collages, la composición la realizaba a partir de formas elementales, círculos y cuadrados recortados en madera y pegados sobre un soporte generalmente también de madera, con la aplicación de clavos reforzando las líneas del cuadro. Todas estas piezas fueron expuestas en París, donde las vio el bailarín y coreógrafo Leonide Massine, que enseguida se dio cuenta de que era el artista que estaba buscando para realizar la decoración, vestuario y diversos objetos para el ballet Jeux d'enfants. Miró aceptó y viajó a Montecarlo a principios del año 1932. Los decorados fueron realizados a base de volúmenes y diversos objetos dotados de movimiento. La obra se estrenó el 14 de abril de 1932 con un gran éxito. Después se representó en París, Nueva York, Londres y en Barcelona en el Gran Teatro del Liceo el 18 de mayo de 1933.
A partir de enero de 1932 pasó a residir en Barcelona, con traslados frecuentes a París; formó parte de la asociación de Amics de l'Art Nou (ADLAN) junto a Joan Prats, Joaquim Gomis y el arquitecto Josep Lluís Sert, cuyo objetivo era dar a conocer la vanguardia artística internacional y promocionar la catalana. Realizó numerosas exposiciones en Barcelona, París, Londres, Nueva York, Berlín.
Prosiguió con su trabajo de búsqueda y creó las 18 pinturas según un collage a partir de imágenes de anuncios aparecidos en diarios, como comentó posteriormente el artista: 

Solía recortar diarios en formas no regulares y pegarlas sobre láminas de papel, día tras día acumulé estas formas, Una vez hechos, los collages me servían como punto de partida de las pinturas. No copiaba los collages. Sencillamente dejaba que me sugirieren formas.

 Creó unos nuevos personajes con una expresión de gran dramatismo con una perfecta simbiosis entre los signos y las figuras, cuyos fondos son generalmente oscuros, pintados sobre masonita (tablex) como Hombre y mujer frente a un montón de excrementos (1935), o Mujer y perro frente a la luna (1936), seguramente por el estado de ánimo del artista ante los acontecimientos de la guerra civil española y la posterior de la Segunda Guerra Mundial.

### Bodegón del zapato viejo
Su vuelta a París debido a una exposición que tenía prevista en el mes de noviembre de 1936, con el drama que representaba la guerra española, le hizo sentir la necesidad de volver a pintar la realidad, que el artista vuelca en una naturaleza muerta: Bodegón del zapato viejo, en donde consigue una relación entre el zapato y el resto de los elementos colocados encima la mesa, la botella, una manzana con un tenedor clavado, y el mendrugo de pan; los colores consiguen la máxima agresividad ya que son ácidos y violentos; la pintura en este cuadro no es plana como en obras anteriores sino que perfila y da dimensión a las formas de los objetos. Según el mismo Miró, toda esta representación, la hizo pensando en el cuadro Zapatos del Labriego de Van Gogh, artista muy admirado por él. Está considerada como una pieza clave de este momento pictórico de la realidad. También él se sentía bien por lo que hacía ya que le gustaba a la gente que le admiraba y eso le gustaba a él.

### Pabellón de 1937 en París
A petición de Christian Zervos, fundador de la revista Cahiers d'art, Miró diseñó la imagen a color Aidez l'Espagne (¡Ayudad a España!) para un sello postal, destinado a ayudar al gobierno republicano español; pero finalmente el sello no se emitió y el diseño se estampó en pochoir (estarcido) para un número de dicha revista. El motivo representado es un campesino con barretina y puño en alto en actitud de lucha, caracterizado en colores rojo y amarillo alusivos a la bandera catalana.
Luego se le encargó a Miró pintar una obra de grandes dimensiones para el pabellón de la República Española en la Exposición Internacional de París de 1937 que se iba a inaugurar en el mes de julio de ese mismo año. En este pabellón expusieron también los artistas Picasso con Guernica, Alexander Calder con la Fuente de mercurio, Julio González con la escultura Montserrat, Alberto Sánchez también con una obra escultórica El pueblo español tiene un camino que conduce a una estrella y Miró que realizó El segador, representando al payés catalán con la hoz en un puño en actitud revolucionaria, simbolizando la colectividad de todo un pueblo en lucha; esta obra desapareció al fin de la exposición, cuando fue desmontado el pabellón. Solo quedan unas fotografías en blanco y negro.

### Constelaciones
Pintadas entre los años 1940 y 1941, en Varengeville-sur-Mer, pequeño pueblo de la costa de Normandía, se sintió atraído por el cielo y empezó una serie de 23 pequeñas obras con el título genérico de «Constelaciones» realizadas en formato de 38x46 cm, con un soporte de papel que el artista humedecía con gasolina y lo fregaba hasta conseguir una superficie con una textura rugosa. A partir de aquí ponía el color manteniendo una transparencia para crear el aspecto final deseado. Sobre este color del fondo, Miró dibujaba con colores puros para lograr el contraste.
En las constelaciones, la iconografía quiere representar todo el orden del cosmos, las estrellas hacen referencia al mundo celestial, los personajes simbolizan la tierra y los pájaros son la unión de ambos. Estas pinturas integran perfectamente figuras con el fondo.
Más adelante en 1958, se editó un libro con el título Constelaciones de muy pocos ejemplares, con la reproducción de veintidós aguadas de Miró y con veintidós prosas paralelas escritas por André Breton.
A partir del año 1960, Miró entró en una nueva etapa, donde se refleja la soltura en la forma de trazar los grafismos con una gran simplicidad, propio de la espontaneidad infantil; los gruesos trazos son realizados con el color negro, en sus telas se ven goteos de pintura y salpicaduras, aludiendo en sus temas repetidamente a la tierra, el cielo, los pájaros y la mujer y con colores primarios.

## Otros materiales

### Escultura

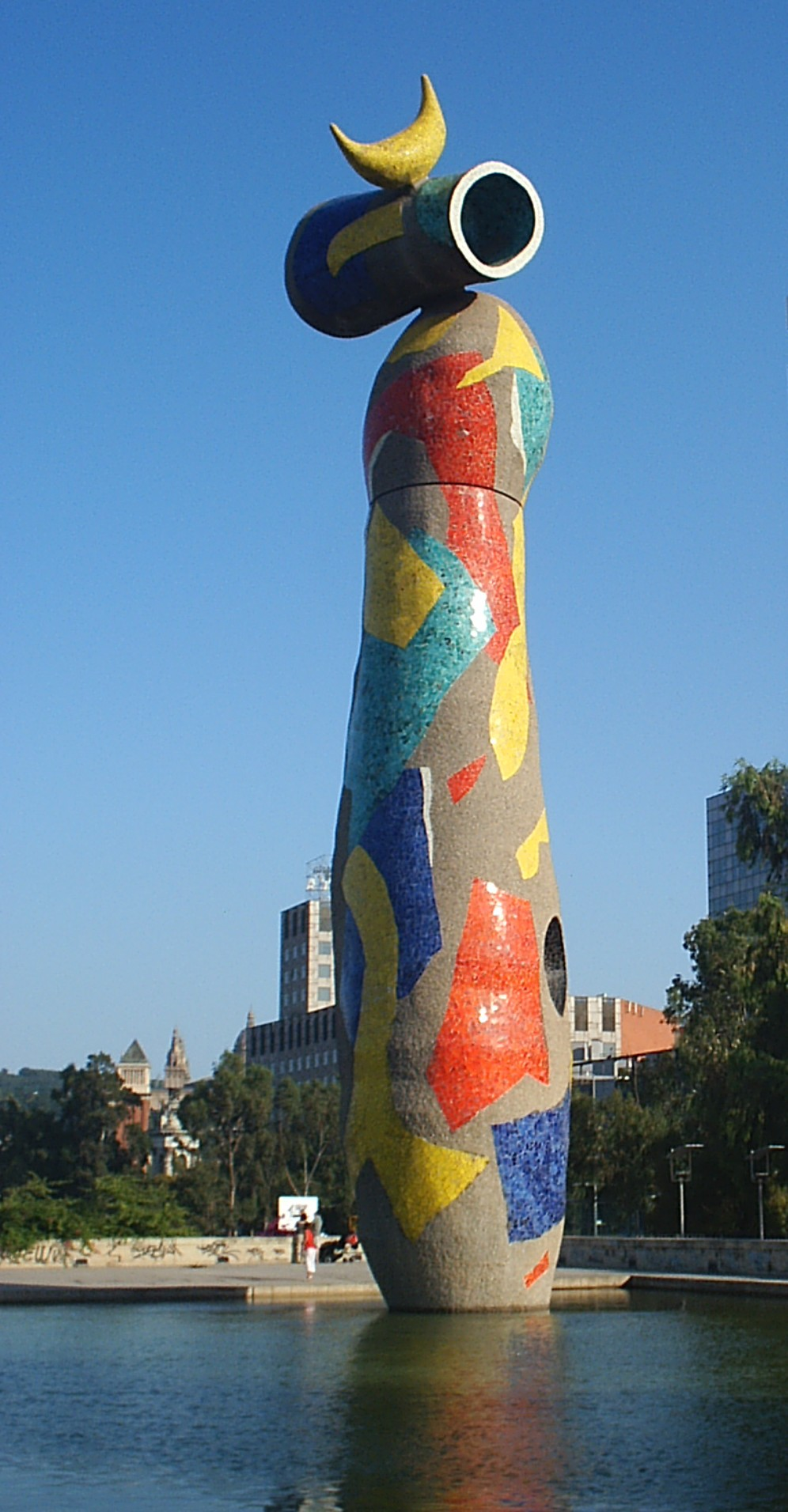
Mujer y Pájaro (1983) en Barcelona.

En 1946 trabajó en esculturas para fundición en bronce que en algunas ocasiones fueron cubiertas con pintura de colores vivos. En la escultura le interesó buscar volúmenes y espacios e incorporar objetos cotidianos o simplemente encontrados, piedras, raíces, cubiertos, tricornios, llaves de agua, que funde a la cera perdida. El sentido de los objetos identificables, lo pierden, al unirse mediante la fundición con otros objetos. Así formó en 1967 El reloj del viento que realizó con una caja de cartón y una cuchara, fundidas en bronce y ensambladas, constituyendo un objeto escultórico que solo mide la intensidad del viento. Construyó junto con Josep Llorens i Artigas una gran escultura de cerámica La diosa del mar que la sumergieron en Juan-les-Pins. Efectuó en el año 1972, unas exposiciones de esculturas en el Walker Art Center de Mineápolis, al Clevelan Art Museum y al Art Institute de Chicago. A partir de 1965 realizó gran cantidad de esculturas para la Fundación Maeght en Saint-Paul-de-Vence, entre ellas están el Pájaro lunar, Pájaro solar, Lagarto, Diosa, Horquilla y Mujer con el cabello revuelto.
En abril de 1981 se inauguró en Chicago una escultura monumental de 12 metros de altura, conocida como Miss Chicago; el 6 de noviembre otras dos esculturas fueron colocadas en la vía pública en Palma de Mallorca; en Houston se inauguró en 1982, la escultura Personaje y pájaro y en colaboración con Joan Gardy Artigas realizó su última escultura para Barcelona, Mujer y Pájaro, en hormigón y recubierta de cerámica. Fue inaugurada en 1983 sin la presencia de Miró debido a su delicado estado de salud. Situada en el parque de Joan Miró de Barcelona, al pie de un gran lago artificial, la escultura con 22 metros de altura, representa una forma femenina con sombrero y sobre este la imagen de un pájaro. La silueta de mujer se soluciona con una forma de hoja alargada y ahuecada. Por todo su exterior se encuentra recubierta con cerámica de colores rojos, amarillos, verdes y azules (los más comunes del artista) tratados como trencadís.

### Grabados
Siempre le habían interesado los grabados para la realización de litografías, y en estos últimos años se adentró mucho más en ello; en su viaje a Nueva York en 1947, trabajó durante un tiempo en el Atelier 17 dirigido por Hayter, a través del cual aumentó todos sus conocimientos sobre la calcografía; durante estos meses en Nueva York, realizó las planchas para Le Desesperanto uno de los tres volúmenes de que consta la obra L’antitête de Tristan Tzara.
Un año más tarde colaboró nuevamente con este autor en un nuevo libro Parler seul, haciendo 72 litografías en color. A partir de aquí, trabajó en diversos libros de bibliófilo en colaboración con amigos poetas, como Breton en Anthologie de l’humour noir en 1950 y La clé des champs en 1953; con René Cher, Fête des arbres et du chasseur en 1948 y A la santé du serpent en 1954; con Michel Leiris en 1956, Bagatelles végétales; y con Paul Éluard, A toute épreuve con ochenta xilografías realizadas en madera de boj. La ejecución de este trabajo se llevó a cabo entre los años 1947 y 1958.
Entre el 9 de junio y 27 de septiembre de 1969 realizó una exposición individual «Oeuvre gravé et lithographié» en la Galería Gérald Cramer de Ginebra y en este mismo año una gran retrospectiva de obra gráfica al Pasadena Art Museum de Pasadena (California).

## Obras destacadas
Pinturas

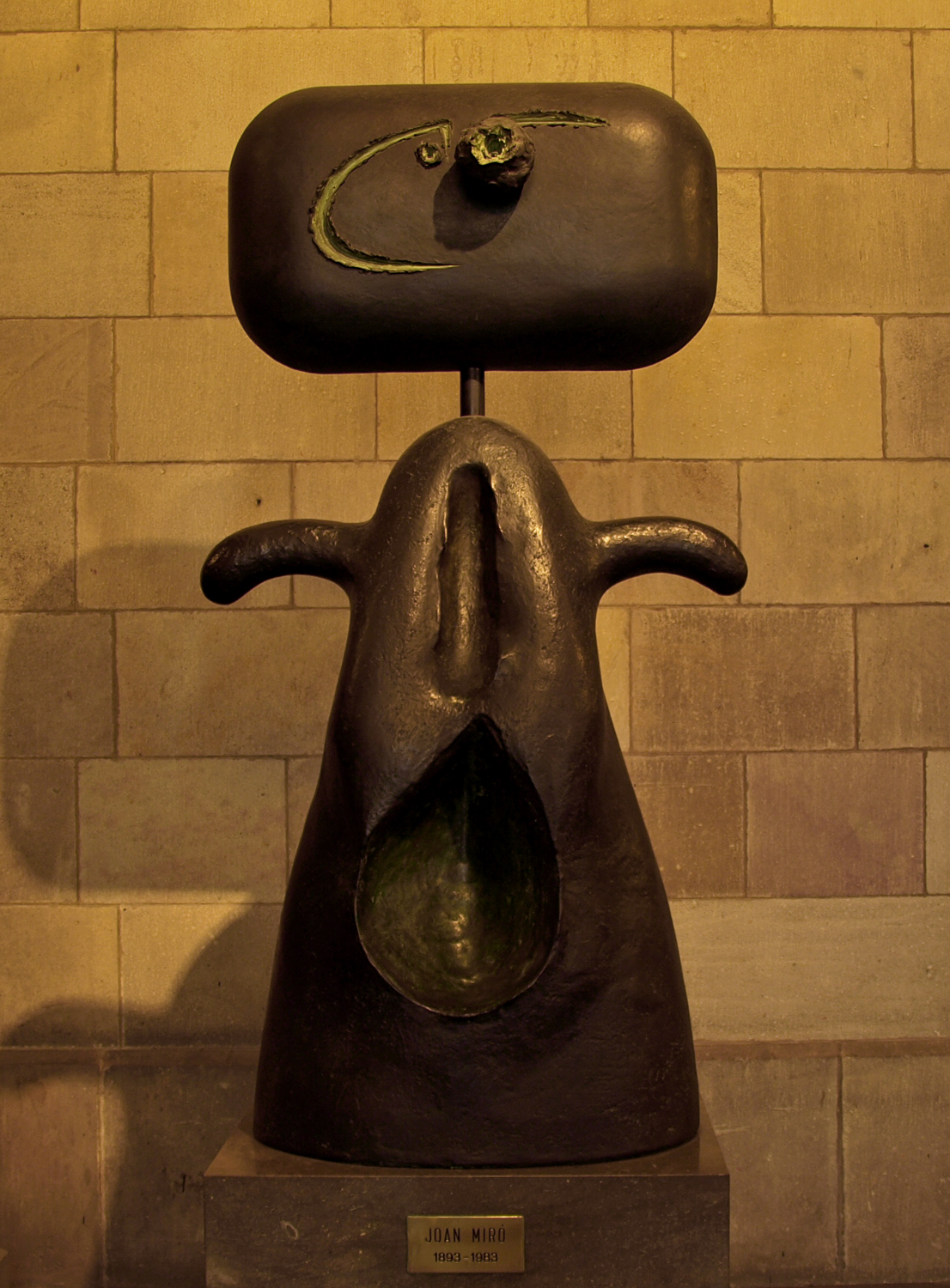
Femme (1981), escultura de Joan Miró en la Casa de la Ciudad de Barcelona.

- La casa de la palmera (1918) - Museo Nacional Centro de Arte Reina Sofía
- La masía (1921) - National Gallery of Art.
- Bailarina española (1921) - Centro Georges Pompidou
- Tierra labrada (1923) - Solomon R. Guggenheim Museum
- El cazador - Paisaje Catalán (1923) Museo de Arte Moderno de Nueva York
- Carnaval de Arlequín (1924) - Museo Albright - Knox
- Composición (1934) - Museo Soumaya
- Mujer desnuda subiendo la escalera (1937) - Fundación Joan Miró
- Una estrella acaricia el seno de una negra (1938) - Tate Modern
- Las Constelaciones (1940-1941)
- Serie Barcelona (1944) - Fundación Joan Miró
- La Lección de Esquí (1966) - Museo de Arte Contemporáneo de Caracas
- La esperanza del navegante (1968-1973)
- Personaje delante del sol (1968) - Fundación Joan Miró
- La esperanza del condenado a muerte (1974) - Fundación Joan Miró
- Manos volando hacia las constelaciones (1974) - Fundación Joan Miró
- Cabeza de campesino catalán
- Beso en la pradera (1976) - Fundación Joan Miró

Murales cerámicos
- Murales cerámicos del Sol y la Luna, 1958, Sede de la Unesco en París.
- Mural cerámico para la Universidad de Harvard, 1950.
- Mural cerámico de la Handekshochschule, 1964 de Sankt Gallen en Suiza.
- Mural cerámico de la Fundación Maeght, 1964 en Saint-Paul-de-Vence.
- Mural de cerámica de la terminal B, 1970 del Aeropuerto de Barcelona.
- Murales cerámicos para el pabellón del Gas, 1970 para la exposición internacional de Osaka
- Mural cerámico en Wilhelm-Hack-Museum, 1971 de Ludwigshafen.
- Mural de cerámica de la Cinemateca, 1972 de París, actualmente en el Centro-Museo Vasco de Arte Contemporáneo de Vitoria (ARTIUM).
- Pavimento Miró, Barcelona, 1976.
- Mural cerámico del nuevo Palacio de Congresos de Madrid, 1980.

Esculturas
- Personaje con paraguas, 1933 escultura de madera, paraguas y hojas secas en la Fundación Miró de Barcelona.
- Pájaro lunar, 1946-1949 en bronce diversas copias
- Pájaro solar, 1946-1949 en bronce diversas copias
- Reloj de viento, 1967 escultura en bronce.
- La caricia de un pájaro, 1967 bronce pintado en la Fundación Miró de Barcelona
- Mujer botella, 1973 escultura en bronce para el Parque Cultural Viera y Clavijo de Santa Cruz de Tenerife.
- Perro, 1974 bronce en la Fundación Miró de Barcelona.
- Mère Ubu, 1975, bronce. Museo de Escultura al Aire Libre de la Castellana (Madrid).
- Conjunto monumental para La Défense, 1978 en París.
- Miss Chicago, 1981 Escultura pública de doce metros en Chicago.
- Femme, 1981 escultura en bronce, expuesta en la Casa de la Ciudad de Barcelona.
- Mujer y Pájaro, 1983 escultura de cemento recubierta de cerámica en el Parque Joan Miró de Barcelona

Tapices
- Tapiz de la Fundació
- Gran Tapiz del World Trade Center,  1974. Resultó destruida en los atentados del 11 de septiembre de 2001.

## Fundaciones

### Fundación Joan Miró

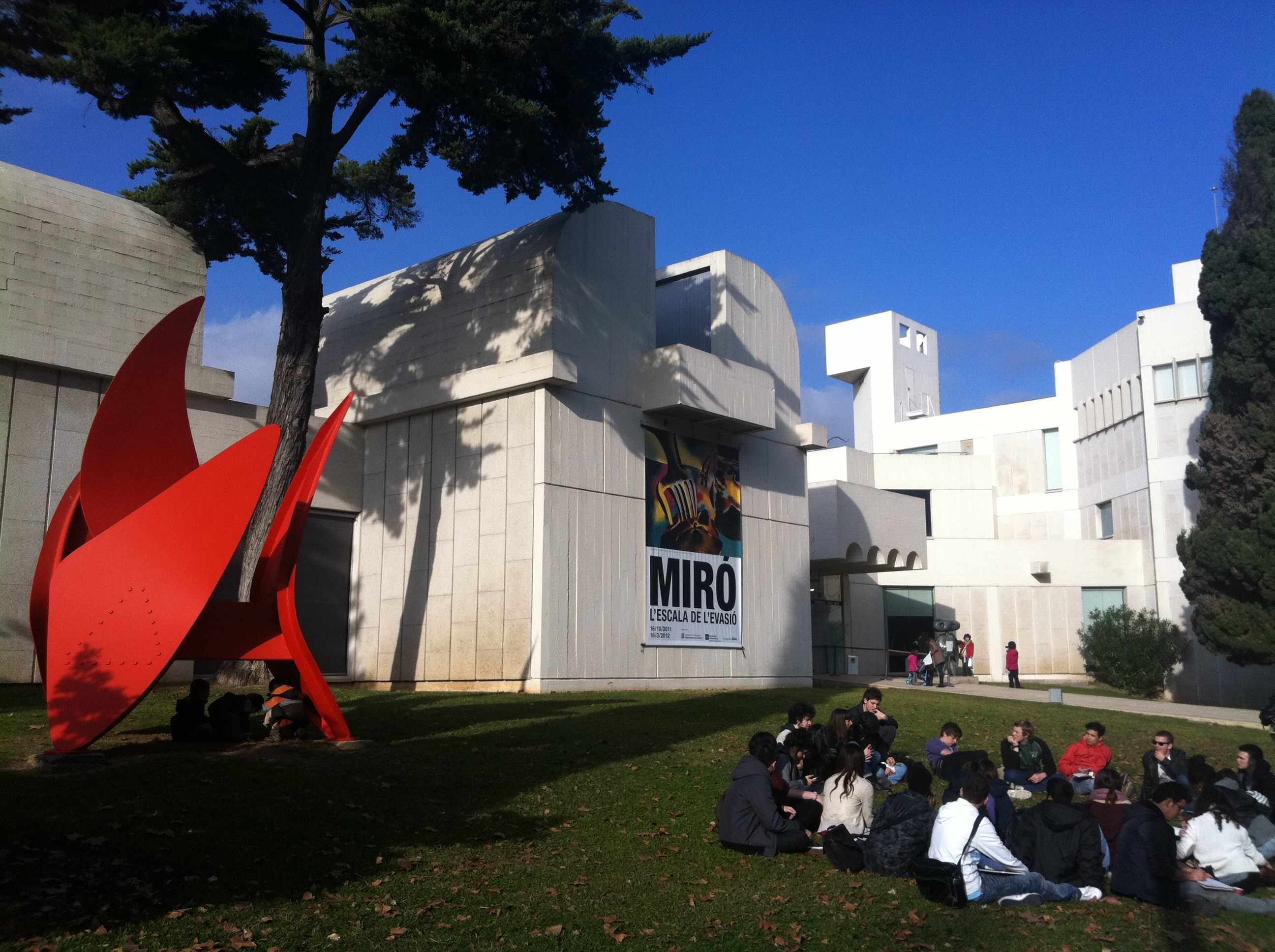
Fundación Joan Miró en Barcelona

La Fundación Joan Miró está situada en la ciudad de Barcelona y custodia algunas de sus obras más representativas. Contiene más de 10 000 piezas entre pinturas, esculturas y tapices. En cuanto a los dibujos, hay que destacar que la Fundación conserva la práctica totalidad de dibujos preparatorios de Joan Miró, con más de 8000 referencias, un material básico para entender la obra de Miró.
La Fundación Joan Miró fue la primera institución artística de Barcelona que se ideó a partir del trabajo conjunto entre un artista y un arquitecto, Joan Miró y Josep Lluís Sert. El equipamiento resultante fue, durante muchos años, paradigma de la modernidad y la independencia artística. Abrió sus puertas al público el 10 de junio de 1975. En 2009 la fundación estaba dirigida por Rosa María Malet, y su patronato por Jaume Freixa.
Sus orígenes se remontan al año 1968, con motivo de la primera gran exposición retrospectiva de Joan Miró en Barcelona, presentada en el antiguo Hospital de la Santa Cruz. Varias personalidades del mundo del arte y la cultura se dieron cuenta entonces de la oportunidad histórica de disponer en Barcelona de un espacio de referencia de la obra de Miró.
De acuerdo con la voluntad del artista, la nueva institución debía fomentar el conocimiento y la difusión del arte más actual, en todas sus vertientes. En un momento en que el panorama artístico y cultural era más bien exiguo, la Fundación Joan Miró aportó vitalidad con un nuevo concepto de que debía ser un museo, más dinámico, en el que la creación de Miró convivía con las manifestaciones artísticas más diversas. Este hecho quedaba reflejado en el epígrafe CEAC (Centro de Estudios de Arte Contemporáneo) que hay en la puerta del centro. En 1988 se hizo una ampliación del edificio para poder ampliar el espacio expositivo.

### Fundación Pilar y Joan Miró

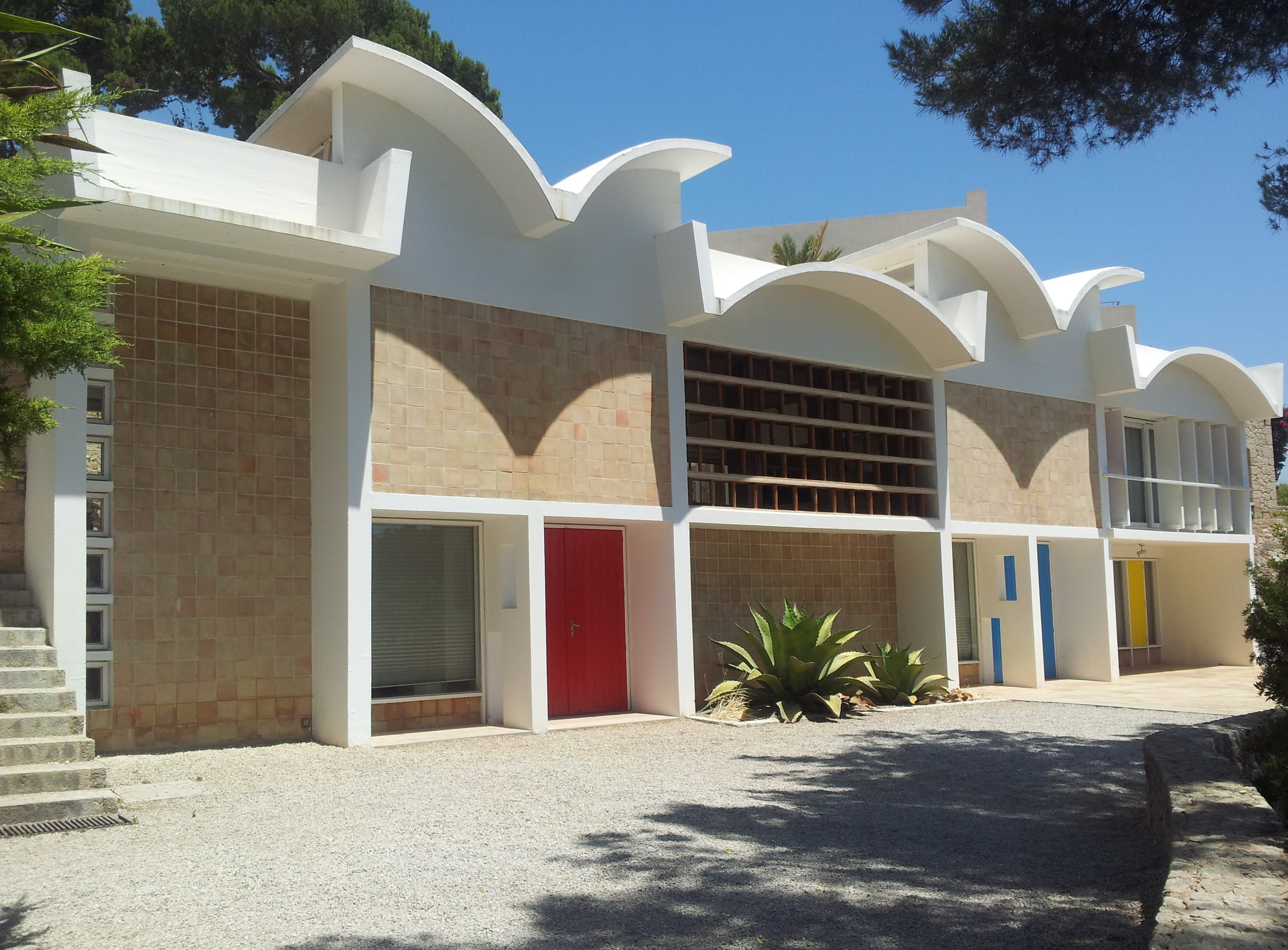
Taller Sert, taller de Miró en Mallorca.

La Fundación Pilar y Joan Miró fue establecida en 1981 en Mallorca. Dispone de tres sedes: Son Boter, una casa mallorquina de finales del siglo XVIII y que el artista empleó como segundo estudio de pintura y escultura; el Taller Sert, estudio diseñado por el amigo y arquitecto Josep Lluís Sert y construido en 1956, y el edificio Moneo, sede de la Fundación, diseñado por Rafael Moneo e inaugurado en 1992. Las dos primeras construcciones se han declarado Bienes de Interés Cultural (BIC). En total hay expuestas 2500 obras del artista. Su objetivo principal es estimular las nuevas generaciones de artistas y apoyar la investigación sobre la obra de Miró. De manera continua, ofrece programas de capacitación y cursos propios del campo de las artes gráficas (grabado, litografía, serigrafía, fotografía...) La antigua casa de Miró, Son Abrines, es actualmente de propiedad privada y no se encuentra abierta al público.

### Centro Miró
Desde 2004, el Centro Miró, situado en la iglesia vieja de Montroig, muestra copias de algunas de las obras más representativas del artista. El edificio aparece representado en una obra de Miró de 1919, el cuadro Pueblo e iglesia de Montroig. Dispone de hojas informativas con los lugares del entorno donde Miró se inspiró para sus primeros temas pictóricos. También conserva reproducciones de los «muñecos de Miró», reproducciones hechas a partir de los diseños realizados por Miró, junto con Joan Baixas, para la obra Mori el Merma estrenada en el Teatro del Liceo en 1979. Los muñecos son seis: el gallo, la lechuza, el titolot, el mosquito, la hormiga y la calabaza.